# WWE Intercontinental Championship
El Intercontinental Championship (Campeonato Intercontinental, en español) es un campeonato de lucha libre profesional creado y utilizado por la compañía estadounidense WWE, en su marca Raw. El campeonato se creó el 1 de septiembre de 1979 por la entonces llamada World Wrestling Federation (WWF), bajo el nombre de WWF Intercontinental Heavyweight Championship (Campeonato Intercontinental Peso Pesado de WWF, en español), en donde se le otorgó al luchador Pat Patterson quien acababa de convertirse en el Campeón Estadounidense de la WWF. El campeón actual es Dominik Mysterio, quien se encuentra en su primer reinado.
Es el segundo campeonato en actividad de mayor antigüedad dentro de la compañía — el Campeonato de los Estados Unidos data de 1975, pero bajo la tutela de la National Wrestling Alliance (NWA) — y se presenta como uno de los de mayor prestigio, siendo los primeros el Campeonato Mundial Pesado y el Campeonato de WWE. Los combates por el campeonato suelen ser regulares en los eventos pago por visión (PPV), ubicados en la mitad de la cartelera.
Tras su establecimiento en 1979, fue clasificado como un campeonato secundario, teniendo siempre mayor prestigio que otros campeonatos como el Campeonato Europeo (1997-2002) o el Campeonato Hardcore (1998-2002). En 2001, se creó el Campeonato de los Estados Unidos también como un campeonato secundario. Ambos campeonatos no poseen una división o categoría de exclusividad para ser ganado o defendido por una clase de luchador específico. Además, a diferencia del Campeonato de los Estados Unidos, el Campeonato Intercontinental accede a su portador a ser un potencial Campeón de Tres Coronas.
El Campeonato Intercontinental es considerado un primer escalón hacia el Campeonato Mundial de WWE.

## Historia

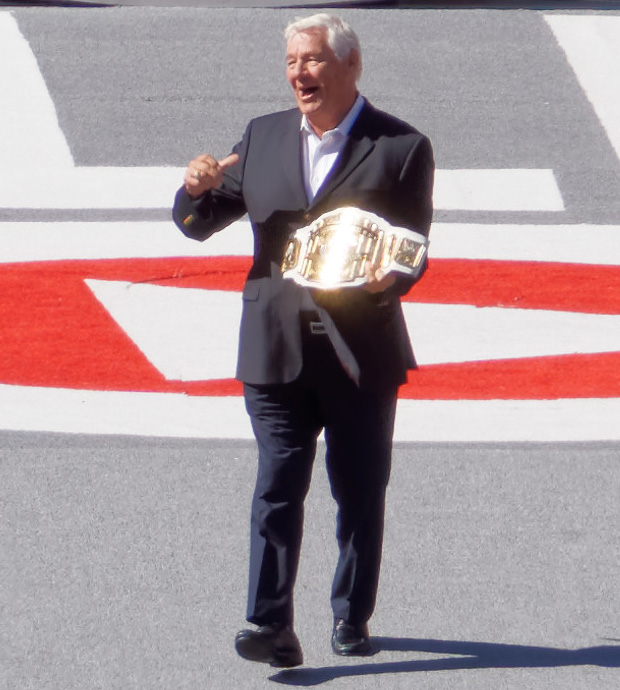
El campeón inaugural, Pat Patterson.

El campeonato fue introducido en 1979, siendo Pat Patterson el primer campeón el 1 de septiembre de 1979. El título se creó cuando Patterson derrotó a Ted DiBiase, ganando el Campeonato Nortamericano Peso Pesado de WWF y, según WWE.com, unificándolo con un Campeonato Suramericano Peso Pesado en un torneo celebrado en Río de Janeiro, Brasil. Sin embargo, este torneo nunca ocurrió y nunca se unificó con ningún título suramericano. El título fue conocido más tarde como Campeonato Intercontinental Peso Pesado de la WWF y la regla original era que el campeón era convertido automáticamente en contendiente por el Campeonato Mundial Peso Pesado de WWF.
En marzo de 2001, la World Wrestling Federation compró la WCW y después la ECW. Poco después, se dio la storyline de The Alliance. En Survivor Series 2001, el título fue unificado con el Campeonato de los Estados Unidos de la WCW cuando el campeón de los Estados Unidos Edge derrotó al Campeón Intercontinental Test, unificando ambos títulos y dejando inactivo el de los Estados Unidos.
Después de que la World Wrestling Federation cambiara de nombre a la World Wrestling Entertainment en 2002, el nombre del título cambió a Campeonato Intercontinental de WWE. Además, debido al Draft, el campeón Intercontinental Rob Van Dam fue asignado a la marca Raw, por lo que el título se volvió exclusivo de esa marca. El título fue unificado el 22 de julio con el Campeonato Europeo y el 26 de agosto, con el Campeonato Hardcore, cuando Rob Van Dam derrotó a los respectivos campeones, Jeff Hardy y Tommy Dreamer. En No Mercy, el campeonato fue unificado con el Campeonato Mundial Peso Pesado cuando Kane fue derrotado por Triple H. El título se mantuvo inactivo hasta mayo de 2003, cuando se reactivó por el co-Gerente General de Raw, Stone Cold Steve Austin, siendo el campeonato secundario de la marca. Durante el Draft de 2009, el campeón Intercontinental Rey Mysterio, fue traspasado a SmackDown, haciendo el título exclusivo de esa marca.
El 2 de octubre de 2011, el campeón Cody Rhodes hizo su aparición en el evento Hell in a Cell, donde tiró el campeonato a una bolsa de papel y reactivó el diseño tradicional del campeonato que se mantendría hasta el 22 de noviembre de 2019, donde Sami Zayn presentó un nuevo diseño del título para Shinsuke Nakamura en SmackDown.
El 28 de abril de 2023, el vigente campeón Gunther, junto a sus compañeros de facción Imperium (Giovanni Vinci y Ludwig Kaiser), se llevaron el título a Raw, luego de que la marca roja, los escogió en la noche 1 del Draft. De esa forma, el campeonato vuelve a ser exclusivo de la marca roja, por primera vez desde 2019.

## Campeones

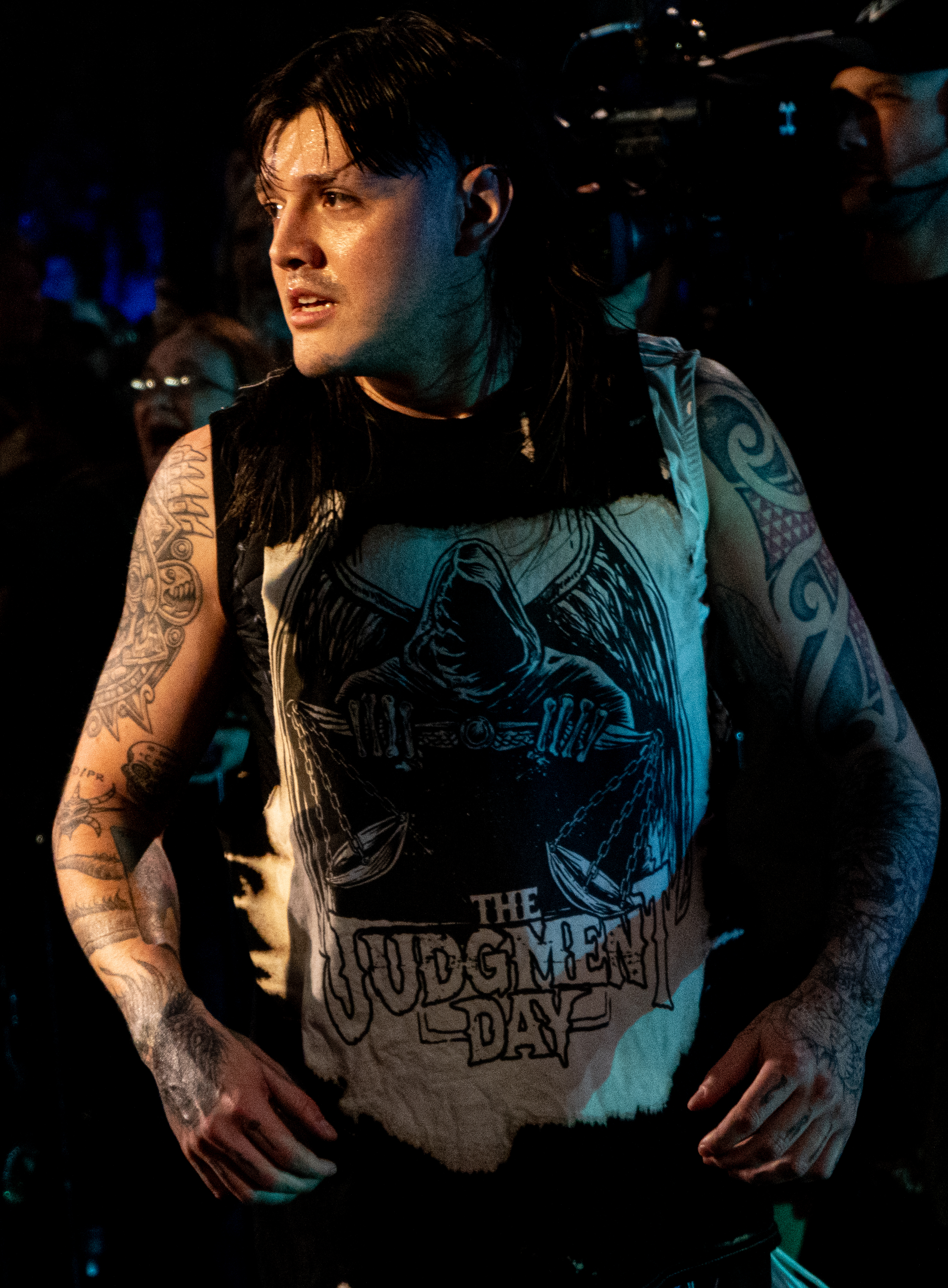
El campeón actual, Dominik Mysterio.

El Campeonato Intercontinental de WWE es un campeonato secundario creado por la entonces World Wrestling Federation (WWF) en 1979. El campeón inaugural fue Pat Patterson, quien ganó un torneo ficticio en Río de Janeiro, y desde entonces ha habido 92 distintos campeones oficiales, repartidos en 188 reinados en total. Además, existen cuatro reinados no reconocidos por la WWE: Bob Holly en 1995, Chris Jericho y Chyna como co-campeones en 2000, Kofi Kingston y Drew McIntyre en 2010, de los cuales Holly nunca volvió a ganar el campeonato. Además, el campeonato ha sido declarado vacante en doce ocasiones a lo largo de su historia.
El reinado más largo en la historia del título le pertenece a Gunther, con 666 días. Por otro lado, tres luchadores han tenido reinados de menos de un día: Dean Douglas en 1995, Triple H en 2002, y Chris Jericho en 2003, siendo el de Douglas reconocido como el más corto de la historia, con tan solo 11 minutos de duración.
En cuanto a los días en total como campeón (un acumulado entre la suma de todos los días de los reinados individuales de cada luchador), Gunther posee el primer lugar con 666  días en su único reinado. Le siguen Pedro Morales (619 días en 2 reinados), The Miz (597 días en 8 reinados), Don Muraco (541 días en 2 reinados) y The Honky Tonk Man (454 días en su único reinado). Además, cinco luchadores fueron campeones durante más de un año de manera ininterrumpida: Gunther (666 días), The Honky Tonk Man (454 días), Pedro Morales (425 días), Randy Savage (414 días) y Don Muraco (385 días).
El campeón más joven en la historia es Jeff Hardy, quien a los 23 años y 222 días derrotó a Triple H en la edición del 10 de abril de 2001 en SmackDown. En contraparte, el campeón más viejo es Ric Flair, quien a los 56 años y 360 días derrotó a Carlito en Unforgiven 2005. En cuanto al peso de los campeones, The Big Show es el más pesado con 200 kilogramos, mientras que Rey Mysterio es el más liviano con 79 kilogramos.
Chris Jericho es el luchador que más reinados posee con 9, seguido por The Miz (8 reinados), Jeff Jarrett, Rob Van Dam y Dolph Ziggler (6 reinados cada uno).
Por último, Chyna es la única mujer en haber logrado este campeonato.

### Campeón actual
El campeón actual es Dominik Mysterio, quien se encuentra en su primer reinado. Mysterio ganó el título tras derrotar al excampeón Bron Breakker, Finn Bálor y Penta el 20 de abril de 2025 en WrestleMania 41.Y EN AGOSTO 16 2025 QUERIA EL MEGACAMPEONATO DE LA TRIPLE A CONTRA EL HIJO DEL VIKINGO VS GRABDE AMERICANO Y DAGOON LEE A PUNTO DE LLEVARSE LA VICTORIA APARACE EL FENOMENAL AJ STYLES COMO ESTILO DE VENGANZA POR LO OCURRIDO EN SUMMRSLAM, RETENERIA EL HIJO DEL VIKINGO
Mysterio registra hasta el 20 de agosto de 2025 las siguientes defensas televisadas:
1. vs. Penta (21 de abril de 2025, Raw)
2. vs. Penta (10 de mayo de 2025, Backlash)
3. vs. Octagón Jr. (7 de junio de 2025, Money in the Bank)
4. vs. AJ Styles (3 de agosto de 2025, SummerSlam)

EN

### Lista de campeones
† indica cambios no reconocidos por la WWE
| N.º                                                           | Campeón                | Lucha                    | Lucha                                          | Lucha                              | Estadísticas | Estadísticas | Estadísticas      | Notas y referencias |
| N.º                                                           | Campeón                | Fecha                    | Evento                                         | Ubicación                          | Reinado      | Días         | Días rec. por WWE | Notas y referencias |
| ------------------------------------------------------------- | ---------------------- | ------------------------ | ---------------------------------------------- | ---------------------------------- | ------------ | ------------ | ----------------- | --- |
| National Wrestling Alliance: World Wrestling Federation (WWF) |                        |                          |                                                |                                    |              |              |                   | |
| 1                                                             | Pat Patterson          | 1 de septiembre de 1979  | House Show                                     | Río de Janeiro, Brasil             | 1            | 233          | 232               | Se le otorgó el título cuando derrotó a Ted DiBiase ganando el Campeonato Estadounidense de la WWF el 19 de junio de 1979, y luego de derrotar a Johnny Rodz en la final de un torneo ficticio en Río de Janeiro. |
| 2                                                             | Ken Patera             | 21 de abril de 1980      | House Show                                     | Nueva York, Nueva York             | 1            | 231          | 230               | [ 2 ] |
| 3                                                             | Pedro Morales          | 8 de diciembre de 1980   | House Show                                     | Nueva York, Nueva York             | 1            | 194          | 193               | Esta victoria lo convirtió en el primer Campeón de Tres Coronas. |
| 4                                                             | Don Muraco             | 20 de junio de 1981      | House Show                                     | Filadelfia, Pensilvania            | 1            | 156          | 155               | [ 4 ] |
| 5                                                             | Pedro Morales          | 23 de noviembre de 1981  | House Show                                     | Nueva York, Nueva York             | 2            | 425          | 424               | [ 5 ] |
| 6                                                             | Don Muraco             | 22 de enero de 1983      | House Show                                     | Nueva York, Nueva York             | 2            | 385          | 384               | [ 6 ] |
| World Wrestling Federation (WWF)                              |                        |                          |                                                |                                    |              |              |                   | |
| 7                                                             | Tito Santana           | 11 de febrero de 1984    | House Show                                     | Boston, Massachusetts              | 1            | 226          | 225               | [ 7 ] |
| 8                                                             | Greg Valentine         | 24 de septiembre de 1984 | Maple Leaf Wrestling                           | London, Ontario                    | 1            | 285          | 284               | Emitido el 13 de octubre. |
| 9                                                             | Tito Santana           | 6 de julio de 1985       | House Show                                     | Baltimore, Maryland                | 2            | 217          | 216               | Fue un Steel Cage match. |
| 10                                                            | Randy Savage           | 8 de febrero de 1986     | House Show                                     | Boston, Massachusetts              | 1            | 414          | 414               | [ 10 ] |
| 11                                                            | Ricky Steamboat        | 29 de marzo de 1987      | WrestleMania III                               | Pontiac, Míchigan                  | 1            | 65           | 64                | [ 11 ] |
| 12                                                            | The Honky Tonk Man     | 2 de junio de 1987       | Superstars of Wrestling                        | Búfalo, Nueva York                 | 1            | 454          | 453               | Emitido el 13 de junio. |
| 13                                                            | The Ultimate Warrior   | 29 de agosto de 1988     | SummerSlam                                     | Nueva York, Nueva York             | 1            | 216          | 215               | [ 13 ] |
| 14                                                            | Rick Rude              | 2 de abril de 1989       | WrestleMania V                                 | Atlantic City, Nueva Jersey        | 1            | 148          | 147               | [ 14 ] |
| 15                                                            | The Ultimate Warrior   | 28 de agosto de 1989     | SummerSlam                                     | East Rutherford, Nueva Jersey      | 2            | 218          | 215               | [ 15 ] |
| —                                                             | Vacante                | 1 de abril de 1990       | Wrestling Challenge                            | Syracuse, Nueva York               | —            | —            | —                 | El título fue declarado vacante cuando Warrior derrotó a Hulk Hogan por el Campeonato de la WWF. |
| 16                                                            | Mr. Perfect            | 23 de abril de 1990      | Superstars of Wrestling                        | Austin, Texas                      | 1            | 126          | 125               | Derrotó a Tito Santana en la final de un torneo. Emitido el 19 de mayo. |
| 17                                                            | Texas Tornado          | 27 de agosto de 1990     | SummerSlam                                     | Filadelfia, Pensilvania            | 1            | 84           | 83                | [ 19 ] |
| 18                                                            | Mr. Perfect            | 19 de noviembre de 1990  | Superstars of Wrestling                        | Rochester, Nueva York              | 2            | 280          | 279               | Emitido el 15 de diciembre. |
| 19                                                            | Bret Hart              | 26 de agosto de 1991     | SummerSlam                                     | Nueva York, Nueva York             | 1            | 144          | 143               | [ 21 ] |
| 20                                                            | The Mountie            | 17 de enero de 1992      | House Show                                     | Springfield, Massachusetts         | 1            | 2            | 1                 | [ 22 ] |
| 21                                                            | Roddy Piper            | 19 de enero de 1992      | Royal Rumble                                   | Albany, Nueva York                 | 1            | 77           | 76                | [ 23 ] |
| 22                                                            | Bret Hart              | 5 de abril de 1992       | WrestleMania VIII                              | Indianápolis, Indiana              | 2            | 146          | 145               | [ 24 ] |
| 23                                                            | The British Bulldog    | 29 de agosto de 1992     | SummerSlam                                     | Londres, Inglaterra                | 1            | 59           | 58                | [ 25 ] |
| 24                                                            | Shawn Michaels         | 27 de octubre de 1992    | Saturday Night's Main Event                    | Terre Haute, Indiana               | 1            | 202          | 201               | Emitido el 14 de noviembre. |
| 25                                                            | Marty Jannetty         | 17 de mayo de 1993       | Raw                                            | Nueva York, Nueva York             | 1            | 20           | 19                | [ 27 ] |
| 26                                                            | Shawn Michaels         | 6 de junio de 1993       | House Show                                     | Albany, Nueva York                 | 2            | 113          | 112               | [ 28 ] |
| —                                                             | Vacante                | 27 de septiembre de 1993 | —                                              | —                                  | —            | —            | —                 | Michaels fue despojado del título por no defenderlo en 30 días. |
| 27                                                            | Razor Ramon            | 27 de septiembre de 1993 | Raw                                            | New Haven, Connecticut             | 1            | 198          | 197               | Ganó un Battle Royal al eliminar finalmente a Rick Martel ganando el título vacante (emitido el 11 de octubre). Michaels retorno en noviembre insistiendo en que era el campeón legítimo al no ser derrotado por nadie. El 20 de marzo de 1994 en WrestleMania X, Razor derrotó a Michaels en un Ladder match para convertirse en el campeón indiscutible. |
| 28                                                            | Diesel                 | 13 de abril de 1994      | Superstars of Wrestling                        | Rochester, Nueva York              | 1            | 138          | 137               | Emitido el 30 de abril. |
| 29                                                            | Razor Ramon            | 29 de agosto de 1994     | SummerSlam                                     | Chicago, Illinois                  | 2            | 146          | 145               | [ 32 ] |
| 30                                                            | Jeff Jarrett           | 22 de enero de 1995      | Royal Rumble                                   | Tampa, Florida                     | 1            | 94           | 93                | [ 33 ] |
| —                                                             | Bob Holly              | 26 de abril de 1995      | Action Zone                                    | Moline, Illinois                   | †            | —            | —                 | Declarado vacante por un combate por el título entre Jarrett y Bob Holly, ya que la victoria de Holly sobre Jarret no fue válida. |
| 31                                                            | Jeff Jarrett           | 26 de abril de 1995      | Action Zone                                    | Moline, Illinois                   | 2            | 23           | 22                | Jarrett derrotó a Bob Holly en una revancha para recuperar el título. |
| 32                                                            | Razor Ramon            | 19 de mayo de 1995       | House Show                                     | Montreal, Quebec                   | 3            | 2            | 2                 | [ 35 ] |
| 33                                                            | Jeff Jarrett           | 21 de mayo de 1995       | House Show                                     | Trois-Rivières, Quebec             | 3            | 63           | 61                | [ 36 ] |
| 34                                                            | Shawn Michaels         | 23 de julio de 1995      | In Your House 2: The Lumberjacks               | Nashville, Tennessee               | 3            | 91           | 90                | [ 37 ] |
| 35                                                            | Dean Douglas           | 22 de octubre de 1995    | In Your House 4: Great White North             | Winnipeg, Manitoba                 | 1            | 0            | 0                 | Ganó el título por incomparecencia, ya que Michaels no pudo presentarse por haber sido atacado en un club nocturno en Siracusa, Nueva York, el 14 de octubre de 1995. |
| 36                                                            | Razor Ramon            | 22 de octubre de 1995    | In Your House 4: Great White North             | Winnipeg, Manitoba                 | 4            | 91           | 90                | [ 39 ] |
| 37                                                            | Goldust                | 21 de enero de 1996      | Royal Rumble                                   | Fresno, California                 | 1            | 71           | 63                | [ 40 ] |
| —                                                             | Vacante                | 1 de abril de 1996       | RAW Is WAR                                     | San Bernardino, California         | —            | —            | —                 | Declarado vacante por un combate por el título entre Goldust y Savio Vega al acabar sin resultado. Emitido el 15 de abril. |
| 38                                                            | Goldust                | 1 de abril de 1996       | RAW Is WAR                                     | San Bernardino, California         | 2            | 83           | 82                | Goldust derrotó a Savio Vega en una revancha para recuperar el título. Emitido el 22 de abril. |
| 39                                                            | Ahmed Johnson          | 23 de junio de 1996      | King of the Ring                               | Milwaukee, Wisconsin               | 1            | 50           | 57                | [ 42 ] |
| —                                                             | Vacante                | 12 de agosto de 1996     | RAW Is WAR                                     | Seattle, Washington                | —            | —            | —                 | Johnson renunció al título tras ser atacado por Faarooq. |
| 40                                                            | Marc Mero              | 23 de septiembre de 1996 | RAW Is WAR                                     | Hershey, Pensilvania               | 1            | 28           | 27                | Derrotó a Farooq en la final de un torneo. |
| 41                                                            | Hunter Hearst Helmsley | 21 de octubre de 1996    | RAW Is WAR                                     | Fort Wayne, Indiana                | 1            | 115          | 114               | [ 44 ] |
| 42                                                            | Rocky Maivia           | 13 de febrero de 1997    | RAW Is WAR                                     | Lowell, Massachusetts              | 1            | 74           | 73                | [ 45 ] |
| 43                                                            | Owen Hart              | 28 de abril de 1997      | RAW Is WAR                                     | Omaha, Nebraska                    | 1            | 97           | 96                | [ 46 ] |
| 44                                                            | Steve Austin           | 3 de agosto de 1997      | SummerSlam                                     | East Rutherford, Nueva Jersey      | 1            | 36           | 63                | WWE reconoce erróneamente 63 días al reinado de Austin, hasta el 5 de octubre de 1997. |
| —                                                             | Vacante                | 8 de septiembre de 1997  | —                                              | —                                  | —            | —            | —                 | Debido a una lesión de cuello de Austin. |
| 45                                                            | Owen Hart              | 5 de octubre de 1997     | In Your House: Badd Blood                      | San Luis, Misuri                   | 2            | 35           | 34                | Derrotó a Farooq en la final de un torneo. |
| 46                                                            | Steve Austin           | 9 de noviembre de 1997   | Survivor Series                                | Montreal, Quebec                   | 2            | 29           | 28                | [ 50 ] |
| 47                                                            | The Rock               | 8 de diciembre de 1997   | Raw                                            | Portland, Maine                    | 2            | 265          | 264               | Austin le entregó el título. Antes conocido como Rocky Maivia. |
| 48                                                            | Triple H               | 30 de agosto de 1998     | SummerSlam                                     | Nueva York, Nueva York             | 2            | 40           | 43                | Fue un Ladder match. Antes conocido como Hunter Hearst Helmsley. |
| —                                                             | Vacante                | 9 de octubre de 1998     | —                                              | —                                  | —            | —            | —                 | Debido a una lesión de Triple H. |
| 49                                                            | Ken Shamrock           | 12 de octubre de 1998    | Raw                                            | Uniondale, Nueva York              | 1            | 125          | 124               | Derrotó a X-Pac en la final de un torneo. |
| 50                                                            | Val Venis              | 14 de febrero de 1999    | In Your House 27: St. Valentine's Day Massacre | Memphis, Tennessee                 | 1            | 29           | 28                | Billy Gunn fue el árbitro especial. |
| 51                                                            | Road Dogg              | 15 de marzo de 1999      | RAW Is WAR                                     | San José, California               | 1            | 14           | 13                | [ 55 ] |
| 52                                                            | Goldust                | 29 de marzo de 1999      | RAW Is WAR                                     | East Rutherford, Nueva Jersey      | 3            | 14           | 13                | [ 56 ] |
| 53                                                            | The Godfather          | 12 de abril de 1999      | RAW Is WAR                                     | Detroit, Míchigan                  | 1            | 43           | 42                | [ 57 ] |
| 54                                                            | Jeff Jarrett           | 25 de mayo de 1999       | RAW Is WAR                                     | Moline, Illinois                   | 4            | 60           | 53                | Emitido el 31 de mayo. |
| 55                                                            | Edge                   | 24 de julio de 1999      | House Show                                     | Toronto, Ontario                   | 1            | 1            | 1                 | [ 59 ] |
| 56                                                            | Jeff Jarrett           | 25 de julio de 1999      | Fully Loaded                                   | Búfalo, Nueva York                 | 5            | 2            | 1                 | [ 60 ] |
| 57                                                            | D'Lo Brown             | 27 de julio de 1999      | RAW Is WAR                                     | Columbus, Ohio                     | 1            | 26           | 25                | El Campeonato Europeo de Brown también estuvo en juego. Emitido el 2 de agosto. |
| 58                                                            | Jeff Jarrett           | 22 de agosto de 1999     | SummerSlam                                     | Mineápolis, Minnesota              | 6            | 56           | 55                | Jarrett también ganó el Campeonato Europeo en el combate. |
| 59                                                            | Chyna                  | 17 de octubre de 1999    | No Mercy                                       | Cleveland, Ohio                    | 1            | 56           | 55                | Fue un Good Housekeeping match. Es el primer reinado de una mujer en un campeonato masculino en WWF/WWE. |
| 60                                                            | Chris Jericho          | 12 de diciembre de 1999  | Armageddon                                     | Sunrise, Florida                   | 1            | 22           | 21                | [ 64 ] |
| 60.1                                                          | Chris Jericho y Chyna  | 3 de enero de 2000       | Raw                                            | Miami, Florida                     | —            | 20           | —                 | El 28 de diciembre de 1999 en SmackDown (emitido el 30 de diciembre), se disputó un combate por el título entre Chyna y Jericho, el cual terminó en empate por doble cuenta de tres, por lo que se declaró a ambos campeones simultáneos. Actualmente, la WWE no reconoce este periodo como un reinado oficial, sino que como una vacante.                 |
| 61                                                            | Chris Jericho          | 23 de enero de 2000      | Royal Rumble                                   | Nueva York, Nueva York             | 2            | 35           | 34                | Derrotó a Chyna y Hardcore Holly para convertirse en el campeón indiscutible. |
| 62                                                            | Kurt Angle             | 27 de febrero de 2000    | No Way Out                                     | Hartford, Connecticut              | 1            | 35           | 34                | Angle también era Campeón Europeo en este momento. |
| 63                                                            | Chris Benoit           | 2 de abril de 2000       | WrestleMania 2000                              | Anaheim, California                | 1            | 30           | 49                | Derrotó a Kurt Angle y Chris Jericho en un 2-out-of-3 Falls match. El Campeonato Europeo estuvo en juego. |
| 64                                                            | Chris Jericho          | 2 de mayo de 2000        | SmackDown!                                     | Richmond, Virginia                 | 3            | 6            | 4                 | Emitido el 4 de mayo. |
| 65                                                            | Chris Benoit           | 8 de mayo de 2000        | RAW Is WAR                                     | Uniondale, Nueva York              | 2            | 43           | 42                | [ 70 ] |
| 66                                                            | Rikishi                | 20 de junio de 2000      | SmackDown!                                     | Memphis, Tennessee                 | 1            | 14           | 13                | Emitido el 22 de junio. |
| 67                                                            | Val Venis              | 4 de julio de 2000       | SmackDown!                                     | Sunrise, Florida                   | 2            | 54           | 51                | Emitido el 6 de julio. |
| 68                                                            | Chyna                  | 27 de agosto de 2000     | SummerSlam                                     | Raleigh, Carolina del Norte        | 2            | 8            | 7                 | Ganó el título en un Mixed Tag Team match en el que Chyna formó equipo con Eddie Guerrero en contra de Val Venis y Trish Stratus, en el que se estipuló en que si uno de los luchadores conseguía el conteo de tres sobre un oponente se llevaría el campeonato; Chyna cubrió a Stratus.                                                                   |
| 69                                                            | Eddie Guerrero         | 4 de septiembre de 2000  | RAW Is WAR                                     | Lexington, Kentucky                | 1            | 78           | 79                | Derrotó a Chyna y Kurt Angle. |
| 70                                                            | Billy Gunn             | 21 de septiembre de 2000 | SmackDown!                                     | Sunrise, Florida                   | 1            | 19           | 16                | Emitido el 23 de noviembre. |
| 71                                                            | Chris Benoit           | 10 de diciembre de 2000  | Armageddon                                     | Birmingham, Alabama                | 3            | 42           | 41                | [ 76 ] |
| 72                                                            | Chris Jericho          | 21 de enero de 2001      | Royal Rumble                                   | Nueva Orleans, Luisiana            | 4            | 72           | 73                | Fue un Ladder match. |
| 73                                                            | Triple H               | 3 de abril de 2001       | SmackDown!                                     | Oklahoma City, Oklahoma            | 3            | 7            | 6                 | Emitido el 5 de abril. |
| 74                                                            | Jeff Hardy             | 10 de abril de 2001      | SmackDown!                                     | Filadelfia, Pensilvania            | 1            | 6            | 3                 | Emitido el 12 de abril. |
| 75                                                            | Triple H               | 16 de abril de 2001      | RAW Is WAR                                     | Knoxville, Tennessee               | 4            | 34           | 33                | [ 80 ] |
| 76                                                            | Kane                   | 20 de mayo de 2001       | Judgment Day                                   | Sacramento, California             | 1            | 37           | 38                | Fue un Chain match. |
| 77                                                            | Albert                 | 26 de junio de 2001      | SmackDown!                                     | Nueva York, Nueva York             | 1            | 27           | 24                | Fue un No Disqualification match. Emitido el 28 de junio. |
| 78                                                            | Lance Storm            | 23 de julio de 2001      | RAW Is WAR                                     | Búfalo, Nueva York                 | 1            | 27           | 26                | [ 83 ] |
| 79                                                            | Edge                   | 19 de agosto de 2001     | SummerSlam                                     | San José, California               | 2            | 35           | 34                | [ 84 ] |
| 80                                                            | Christian              | 23 de septiembre de 2001 | Unforgiven                                     | Pittsburgh, Pensilvania            | 1            | 28           | 27                | [ 85 ] |
| 81                                                            | Edge                   | 21 de octubre de 2001    | No Mercy                                       | San Luis, Misuri                   | 3            | 15           | 14                | Fue un Ladder match. |
| 82                                                            | Test                   | 5 de noviembre de 2001   | Raw                                            | Uniondale, Nueva York              | 1            | 13           | 12                | [ 87 ] |
| 83                                                            | Edge                   | 18 de noviembre de 2001  | Survivor Series                                | Greensboro, Carolina del Norte     | 4            | 63           | 62                | En este combate también estaba en juego el Campeonato de los Estados Unidos de la WCW de Edge, que fue unificado con el Campeonato Intercontinental. |
| 84                                                            | William Regal          | 20 de enero de 2002      | Royal Rumble                                   | Atlanta, Georgia                   | 1            | 56           | 55                | [ 89 ] |
| 85                                                            | Rob Van Dam            | 17 de marzo de 2002      | WrestleMania X8                                | Toronto, Ontario                   | 1            | 35           | 34                | [ 90 ] |
| WWF Raw                                                       |                        |                          |                                                |                                    |              |              |                   | |
| 86                                                            | Eddie Guerrero         | 21 de abril de 2002      | Backlash                                       | Kansas City, Misuri                | 2            | 36           | 35                | El 6 de mayo WWF cambió de nombre a World Wrestling Entertainment (WWE), renombrándose el título como WWE Intercontinental Championship. |
| WWE Raw                                                       |                        |                          |                                                |                                    |              |              |                   | |
| 87                                                            | Rob Van Dam            | 27 de mayo de 2002       | Raw                                            | Edmonton, Alberta                  | 2            | 63           | 62                | Fue un Ladder match. El 22 de julio de 2002, Van Dam derrotó a Jeff Hardy ganando y unificando el European Championship con el Intercontinental Championship, retirando el campeonato Europeo en el proceso. |
| 88                                                            | Chris Benoit           | 29 de julio de 2002      | Raw                                            | Greensboro, Carolina del Norte     | 4            | 27           | 27                | [ 93 ] |
| WWE SmackDown                                                 |                        |                          |                                                |                                    |              |              |                   | |
| 89                                                            | Rob Van Dam            | 25 de agosto de 2002     | SummerSlam                                     | Uniondale, Nueva York              | 3            | 22           | 40                | La noche siguiente en Raw, derrotó a Tommy Dreamer unificando el Hardcore Championship con el Intercontinental Championship, retirando el campeonato Hardcore en el proceso. |
| WWE Raw                                                       |                        |                          |                                                |                                    |              |              |                   | |
| 90                                                            | Chris Jericho          | 16 de septiembre de 2002 | Raw                                            | Denver, Colorado                   | 5            | 14           | 13                | [ 95 ] |
| 91                                                            | Kane                   | 30 de septiembre de 2002 | Raw                                            | Houston, Texas                     | 2            | 20           | 19                | [ 96 ] |
| 92                                                            | Triple H               | 20 de octubre de 2002    | No Mercy                                       | North Little Rock, Arkansas        | 5            | 0            | 0                 | Fue un combate de unificación con el Campeonato Mundial de Peso Pesado de Triple H. |
| —                                                             | Unificado              | 20 de octubre de 2002    | No Mercy                                       | North Little Rock, Arkansas        | —            | —            | —                 | Con el Campeonato Mundial de Peso Pesado. |
| 93                                                            | Christian              | 18 de mayo de 2003       | Judgment Day                                   | Charlotte, Carolina del Norte      | 2            | 50           | 49                | Derrotó a Booker T, Val Venis, Chris Jericho, Goldust, Test, Lance Storm, Kane y Rob Van Dam en un Battle Royal para revivir el campeonato. |
| 94                                                            | Booker T               | 7 de julio de 2003       | Raw                                            | Montreal, Quebec                   | 1            | 34           | 33                | [ 99 ] |
| 95                                                            | Christian              | 10 de agosto de 2003     | House Show                                     | Des Moines, Iowa                   | 3            | 50           | 49                | [ 100 ] |
| 96                                                            | Rob Van Dam            | 29 de septiembre de 2003 | Raw                                            | Rosemont, Illinois                 | 4            | 28           | 27                | Fue un Ladder match. |
| 97                                                            | Chris Jericho          | 27 de octubre de 2003    | Raw                                            | Fayetteville, Carolina del Norte   | 6            | 0            | 0                 | [ 102 ] |
| 98                                                            | Rob Van Dam            | 27 de octubre de 2003    | Raw                                            | Fayetteville, Carolina del Norte   | 5            | 48           | 47                | Fue un Steel Cage match. |
| 99                                                            | Randy Orton            | 14 de diciembre de 2003  | Armageddon                                     | Orlando, Florida                   | 1            | 210          | 209               | Mick Foley fue el árbitro especial. |
| 100                                                           | Edge                   | 11 de julio de 2004      | Vengeance                                      | Hartford, Connecticut              | 5            | 57           | 56                | [ 105 ] |
| —                                                             | Vacante                | 6 de septiembre de 2004  | Raw                                            | Wichita Falls, Texas               | —            | —            | —                 | Debido a una lesión de Edge. |
| 101                                                           | Chris Jericho          | 12 de septiembre de 2004 | Unforgiven                                     | Portland, Oregón                   | 7            | 37           | 36                | Derrotó a Christian en un Ladder match. |
| 102                                                           | Shelton Benjamin       | 19 de octubre de 2004    | Taboo Tuesday                                  | Milwaukee, Wisconsin               | 1            | 244          | 244               | Recibió la opción al campeonato por votación del público. |
| 103                                                           | Carlito                | 20 de junio de 2005      | Raw                                            | Phoenix, Arizona                   | 1            | 90           | 90                | [ 108 ] |
| 104                                                           | Ric Flair              | 18 de septiembre de 2005 | Unforgiven                                     | Oklahoma City, Oklahoma            | 1            | 155          | 153               | [ 109 ] |
| 105                                                           | Shelton Benjamin       | 20 de febrero de 2006    | Raw                                            | Trenton, Nueva Jersey              | 2            | 69           | 68                | [ 110 ] |
| 106                                                           | Rob Van Dam            | 30 de abril de 2006      | Backlash                                       | Lexington, Kentucky                | 6            | 15           | 14                | El contrato Money in the Bank de Van Dam también estuvo en juego. |
| 107                                                           | Shelton Benjamin       | 15 de mayo de 2006       | Raw                                            | Lubbock, Texas                     | 3            | 41           | 40                | Fue un Handicap 3-on-2 Texas Tornado match en el que Benjamin formaba equipo con Chris Masters y Triple H contra Van Dam y el Campeón de la WWE John Cena, en el que se estipuló en que si uno de los retadores cubría a uno de los dos campeones, este ganaría su título; Benjamin cubrió a Van Dam.                                                      |
| 108                                                           | Johnny Nitro           | 25 de junio de 2006      | Vengeance                                      | Charlotte, Carolina del Norte      | 1            | 99           | 98                | Derrotó a Shelton Benjamin y Carlito. |
| 109                                                           | Jeff Hardy             | 2 de octubre de 2006     | Raw                                            | Topeka, Kansas                     | 2            | 35           | 34                | [ 114 ] |
| 110                                                           | Johnny Nitro           | 6 de noviembre de 2006   | Raw                                            | Columbus, Ohio                     | 2            | 7            | 6                 | Fue un No Disqualification match. |
| 111                                                           | Jeff Hardy             | 13 de noviembre de 2006  | Raw                                            | Mánchester, Inglaterra             | 3            | 98           | 97                | [ 116 ] |
| 112                                                           | Umaga                  | 19 de febrero de 2007    | Raw                                            | Bakersfield, California            | 1            | 56           | 55                | [ 117 ] |
| 113                                                           | Santino Marella        | 16 de abril de 2007      | Raw                                            | Milán, Italia                      | 1            | 77           | 76                | Fue un No Holds Barred match. Marella fue "seleccionado" de entre el público por Vince McMahon. |
| 114                                                           | Umaga                  | 2 de julio de 2007       | Raw                                            | Dallas, Texas                      | 2            | 62           | 62                | [ 119 ] |
| 115                                                           | Jeff Hardy             | 2 de septiembre de 2007  | Raw                                            | Columbus, Ohio                     | 4            | 190          | 189               | Emitido el 3 de septiembre. |
| 116                                                           | Chris Jericho          | 10 de marzo de 2008      | Raw                                            | Milwaukee, Wisconsin               | 8            | 111          | 110               | [ 121 ] |
| 117                                                           | Kofi Kingston          | 29 de junio de 2008      | Night of Champions                             | Dallas, Texas                      | 1            | 49           | 48                | [ 122 ] |
| 118                                                           | Santino Marella        | 17 de agosto de 2008     | SummerSlam                                     | Indianápolis, Indiana              | 2            | 85           | 84                | Ganó el título en un Mixed Tag Team match en el que formó equipo con Beth Phoenix en contra de Kofi Kingston y la Campeona Femenina Mickie James, en el que se estipuló en que el equipo ganador, se llevaría los dos campeonatos. |
| 119                                                           | William Regal          | 10 de noviembre de 2008  | Raw                                            | Mánchester, Inglaterra             | 2            | 70           | 69                | [ 124 ] |
| 120                                                           | CM Punk                | 19 de enero de 2009      | Raw                                            | Rosemont, Illinois                 | 1            | 49           | 48                | Fue un No Disqualification match. |
| 121                                                           | John Bradshaw Layfield | 9 de marzo de 2009       | Raw                                            | Jacksonville, Florida              | 1            | 27           | 26                | [ 126 ] |
| 122                                                           | Rey Mysterio           | 5 de abril de 2009       | WrestleMania XXV                               | Houston, Texas                     | 1            | 63           | 62                | [ 127 ] |
| WWE SmackDown                                                 |                        |                          |                                                |                                    |              |              |                   | |
| 123                                                           | Chris Jericho          | 7 de junio de 2009       | Extreme Rules                                  | Nueva Orleans, Luisiana            | 9            | 21           | 20                | Fue un No Holds Barred match. |
| 124                                                           | Rey Mysterio           | 28 de junio de 2009      | The Bash                                       | Sacramento, California             | 2            | 65           | 67                | Fue un Mask vs. Title Match. |
| 125                                                           | John Morrison          | 1 de septiembre de 2009  | SmackDown!                                     | Cleveland, Ohio                    | 3            | 103          | 99                | Emitido el 4 de septiembre. Antes conocido como Johnny Nitro. |
| 126                                                           | Drew McIntyre          | 13 de diciembre de 2009  | TLC: Tables, Ladders & Chairs                  | San Antonio, Texas                 | 1            | 161          | 160               | Considerado un reinado continuo hasta Over the Limit. Los cambios intermedios no son reconocidos por la WWE por orden de Vince McMahon. |
| —                                                             | Vacante                | 4 de mayo de 2010        | SmackDown                                      | North Charleston, Carolina del Sur | †            | —            | —                 | Declarado vacante tras el despido de McIntyre por parte de Theodore Long. Emitido el 7 de mayo. Cambio no reconocido por la WWE. |
| —                                                             | Kofi Kingston          | 11 de mayo de 2010       | SmackDown                                      | Búfalo, Nueva York                 | †            | —            | —                 | Derrotó a Christian en la final de un torneo. Emitido el 14 de mayo. Reinado no reconocido por la WWE. |
| —                                                             | Drew McIntyre          | 11 de mayo de 2010       | SmackDown                                      | Búfalo, Nueva York                 | †            | —            | —                 | Se le devolvió el campeonato por orden de Vince McMahon. Reinado no reconocido por la WWE. |
| 127                                                           | Kofi Kingston          | 23 de mayo de 2010       | Over the Limit                                 | Detroit, Míchigan                  | 2            | 66           | 74                | [ 132 ] |
| 128                                                           | Dolph Ziggler          | 28 de julio de 2010      | SmackDown!                                     | Laredo, Texas                      | 1            | 160          | 153               | Emitido el 6 de agosto. |
| 129                                                           | Kofi Kingston          | 4 de enero de 2011       | SmackDown!                                     | Tucson, Arizona                    | 3            | 77           | 76                | Emitido el 7 de enero. |
| 130                                                           | Wade Barrett           | 22 de marzo de 2011      | SmackDown!                                     | Columbus, Ohio                     | 1            | 89           | 85                | Emitido el 25 de marzo. |
| 131                                                           | Ezekiel Jackson        | 19 de junio de 2011      | Capitol Punishment                             | Washington D. C., Estados Unidos   | 1            | 51           | 53                | [ 136 ] |
| 132                                                           | Cody Rhodes            | 9 de agosto de 2011      | SmackDown!                                     | Sacramento, California             | 1            | 236          | 233               | Emitido el 12 de agosto. Durante su reinado, el diseño del título cambió. |
| WWE (sin marca definida)                                      |                        |                          |                                                |                                    |              |              |                   | |
| 133                                                           | The Big Show           | 1 de abril de 2012       | WrestleMania XXVIII                            | Miami Gardens, Florida             | 1            | 28           | 27                | [ 138 ] |
| 134                                                           | Cody Rhodes            | 29 de abril de 2012      | Extreme Rules                                  | Rosemont, Illinois                 | 2            | 21           | 21                | Fue un Tables match. |
| 135                                                           | Christian              | 20 de mayo de 2012       | Over the Limit                                 | Raleigh, Carolina del Norte        | 4            | 64           | 63                | [ 140 ] |
| 136                                                           | The Miz                | 23 de julio de 2012      | Raw                                            | San Luis, Misuri                   | 1            | 85           | 84                | [ 141 ] |
| 137                                                           | Kofi Kingston          | 16 de octubre de 2012    | Main Event                                     | Memphis, Tennessee                 | 4            | 74           | 74                | Emitido el 17 de octubre. |
| 138                                                           | Wade Barrett           | 29 de diciembre de 2012  | Raw                                            | Washington D. C., Estados Unidos   | 2            | 99           | 98                | Emitido el 31 de diciembre. |
| 139                                                           | The Miz                | 7 de abril de 2013       | WrestleMania 29                                | East Rutherford, Nueva Jersey      | 2            | 1            | 1                 | [ 144 ] |
| 140                                                           | Wade Barrett           | 8 de abril de 2013       | Raw                                            | East Rutherford, Nueva Jersey      | 3            | 69           | 68                | [ 145 ] |
| 141                                                           | Curtis Axel            | 16 de junio de 2013      | Payback                                        | Rosemont, Illinois                 | 1            | 155          | 155               | Derrotó a Wade Barrett y The Miz. |
| 142                                                           | Big E Langston         | 18 de noviembre de 2013  | Raw                                            | Nashville, Tennessee               | 1            | 167          | 166               | Durante su reinado renombró su nombre acortándolo solo a Big E. |
| 143                                                           | Bad News Barrett       | 4 de mayo de 2014        | Extreme Rules                                  | East Rutherford, Nueva Jersey      | 4            | 57           | 57                | Antes conocido como Wade Barrett. |
| —                                                             | Vacante                | 30 de junio de 2014      | Raw                                            | Hartford, Connecticut              | —            | —            | —                 | Debido a una lesión de Barrett. |
| 144                                                           | The Miz                | 20 de julio de 2014      | Battleground                                   | Tampa, Florida                     | 3            | 28           | 27                | Fue un Battle Royal de 19 luchadores. The Miz eliminó finalmente a Dolph Ziggler. |
| 145                                                           | Dolph Ziggler          | 17 de agosto de 2014     | SummerSlam                                     | Los Ángeles, California            | 2            | 35           | 35                | [ 151 ] |
| 146                                                           | The Miz                | 21 de septiembre de 2014 | Night of Champions                             | Nashville, Tennessee               | 4            | 1            | 1                 | [ 152 ] |
| 147                                                           | Dolph Ziggler          | 22 de septiembre de 2014 | Raw                                            | Memphis, Tennessee                 | 3            | 56           | 56                | [ 153 ] |
| 148                                                           | Luke Harper            | 17 de noviembre de 2014  | Raw                                            | Roanoke, Virginia                  | 1            | 27           | 26                | [ 154 ] |
| 149                                                           | Dolph Ziggler          | 14 de diciembre de 2014  | TLC: Tables, Ladders & Chairs                  | Cleveland, Ohio                    | 4            | 22           | 22                | Fue un Ladder match. |
| 150                                                           | Bad News Barrett       | 5 de enero de 2015       | Raw                                            | Corpus Christi, Texas              | 5            | 83           | 82                | Fue un 2-out-of-3 Falls Match. |
| 151                                                           | Daniel Bryan           | 29 de marzo de 2015      | WrestleMania 31                                | Santa Clara, California            | 1            | 43           | 43                | Derrotó a Bad News Barrett, Dolph Ziggler, Dean Ambrose, R-Truth, Stardust y Luke Harper en un Ladder match. |
| —                                                             | Vacante                | 11 de mayo de 2015       | Raw                                            | Cincinnati, Ohio                   | —            | —            | —                 | Debido a una lesión en el cuello de Bryan. |
| 152                                                           | Ryback                 | 31 de mayo de 2015       | Elimination Chamber                            | Corpus Christi, Texas              | 1            | 112          | 111               | Derrotó a Sheamus, R-Truth, King Barrett, Dolph Ziggler y a Mark Henry en un Elimination Chamber match. |
| 153                                                           | Kevin Owens            | 20 de septiembre de 2015 | Night of Champions                             | Houston, Texas                     | 1            | 84           | 84                | [ 161 ] |
| 154                                                           | Dean Ambrose           | 13 de diciembre de 2015  | TLC: Tables, Ladders & Chairs                  | Boston, Massachusetts              | 1            | 64           | 63                | [ 162 ] |
| 155                                                           | Kevin Owens            | 15 de febrero de 2016    | Raw                                            | Anaheim, California                | 2            | 48           | 47                | Derrotó a Dean Ambrose, Stardust, Tyler Breeze y a Dolph Ziggler. |
| 156                                                           | Zack Ryder             | 3 de abril de 2016       | WrestleMania 32                                | Arlington, Texas                   | 1            | 1            | 1                 | Derrotó a Kevin Owens, Dolph Ziggler, The Miz, Sami Zayn, Sin Cara y a Stardust en un Ladder match. |
| 157                                                           | The Miz                | 4 de abril de 2016       | Raw                                            | Dallas, Texas                      | 5            | 188          | 188               | [ 167 ] |
| WWE SmackDown                                                 |                        |                          |                                                |                                    |              |              |                   | |
| 158                                                           | Dolph Ziggler          | 9 de octubre de 2016     | No Mercy                                       | Sacramento, California             | 5            | 37           | 36                | Fue un Title vs. Career match. |
| 159                                                           | The Miz                | 15 de noviembre de 2016  | SmackDown Live Episode 900                     | Wilkes-Barre, Pensilvania          | 6            | 49           | 48                | [ 169 ] |
| 160                                                           | Dean Ambrose           | 3 de enero de 2017       | SmackDown Live                                 | Jacksonville, Florida              | 2            | 152          | 151               | [ 170 ] |
| WWE Raw                                                       |                        |                          |                                                |                                    |              |              |                   | |
| 161                                                           | The Miz                | 4 de junio de 2017       | Extreme Rules                                  | Baltimore, Maryland                | 7            | 169          | 169               | [ 171 ] |
| 162                                                           | Roman Reigns           | 20 de noviembre de 2017  | Raw                                            | Houston, Texas                     | 1            | 63           | 62                | [ 172 ] |
| 163                                                           | The Miz                | 22 de enero de 2018      | Raw 25 Years                                   | Brooklyn, Nueva York               | 8            | 76           | 75                | [ 173 ] |
| 164                                                           | Seth Rollins           | 8 de abril de 2018       | WrestleMania 34                                | Nueva Orleans, Luisiana            | 1            | 71           | 71                | Derrotó a The Miz y Finn Bálor. |
| 165                                                           | Dolph Ziggler          | 18 de junio de 2018      | Raw                                            | Grand Rapids, Míchigan             | 6            | 62           | 61                | [ 175 ] |
| 166                                                           | Seth Rollins           | 19 de agosto de 2018     | SummerSlam                                     | Brooklyn, Nueva York               | 2            | 119          | 119               | [ 176 ] |
| 167                                                           | Dean Ambrose           | 16 de diciembre de 2018  | TLC: Tables, Ladders & Chairs                  | San José, California               | 3            | 29           | 28                | [ 177 ] |
| 168                                                           | Bobby Lashley          | 14 de enero de 2019      | Raw                                            | Memphis, Tennessee                 | 1            | 34           | 33                | Derrotó a Dean Ambrose y Seth Rollins. |
| 169                                                           | Finn Bálor             | 17 de febrero de 2019    | Elimination Chamber                            | Houston, Texas                     | 1            | 22           | 21                | Derrotó a Bobby Lashley & Lio Rush en un 2-on-1 Handicap match. |
| 170                                                           | Bobby Lashley          | 11 de marzo de 2019      | Raw                                            | Pittsburgh, Pensilvania            | 2            | 27           | 27                | [ 180 ] |
| 171                                                           | Finn Bálor             | 7 de abril de 2019       | WrestleMania 35                                | East Rutherford, Nueva Jersey      | 2            | 98           | 97                | [ 181 ] |
| WWE SmackDown                                                 |                        |                          |                                                |                                    |              |              |                   | |
| 172                                                           | Shinsuke Nakamura      | 14 de julio de 2019      | Extreme Rules                                  | Filadelfia, Pensilvania            | 1            | 201          | 201               | Durante su reinado, el diseño del título cambió. |
| 173                                                           | Braun Strowman         | 31 de enero de 2020      | SmackDown                                      | Tulsa, Oklahoma                    | 1            | 37           | 36                | [ 183 ] |
| 174                                                           | Sami Zayn              | 8 de marzo de 2020       | Elimination Chamber                            | Filadelfia, Pensilvania            | 1            | 65           | 65                | Fue un 3-on-1 Handicap match donde también participaron Shinsuke Nakamura y Cesaro. |
| —                                                             | Vacante                | 12 de mayo de 2020       | WWE.com                                        | —                                  | —            | —            | —                 | Zayn fue despojado del título tras negarse a competir debido a la Pandemia por Covid-19. |
| 175                                                           | AJ Styles              | 12 de junio de 2020      | SmackDown                                      | Orlando, Florida                   | 1            | 74           | 71                | Derrotó a Daniel Bryan en la final de un torneo. |
| 176                                                           | Jeff Hardy             | 21 de agosto de 2020     | SmackDown                                      | Orlando, Florida                   | 5            | 37           | 36                | [ 187 ] |
| 177                                                           | Sami Zayn              | 27 de septiembre de 2020 | Clash of Champions                             | Orlando, Florida                   | 2            | 86           | 89                | Derrotó a Jeff Hardy y AJ Styles en un Ladder match. |
| 178                                                           | Big E                  | 22 de diciembre de 2020  | SmackDown                                      | San Petersburgo, Florida           | 2            | 110          | 106               | Fue un Lumberjack match. Antes conocido como Big E Langston. Emitido el 25 de diciembre. |
| 179                                                           | Apollo Crews           | 11 de abril de 2021      | WrestleMania 37                                | Tampa, Florida                     | 1            | 124          | 123               | Fue un Nigerian Drum match. |
| 180                                                           | King Nakamura          | 13 de agosto de 2021     | SmackDown                                      | Tulsa, Oklahoma                    | 2            | 182          | 189               | Antes conocido como Shinsuke Nakamura. El 8 de octubre de 2021, Nakamura volvió a su nombre original Shinsuke Nakamura luego de entregar su corona al torneo del King of the Ring. |
| 181                                                           | Sami Zayn              | 11 de febrero de 2022    | SmackDown                                      | Nueva Orleans, Luisiana            | 3            | 21           | 13                | Emitido el 18 de febrero. |
| 182                                                           | Ricochet               | 4 de marzo de 2022       | SmackDown                                      | Miami, Florida                     | 1            | 98           | 98                | [ 193 ] |
| WWE Raw                                                       |                        |                          |                                                |                                    |              |              |                   | |
| 183                                                           | Gunther                | 10 de junio de 2022      | SmackDown                                      | Baton Rouge, Luisiana              | 1            | 666          | 666               | Este es el reinado más largo de la historia del campeonato. |
| 184                                                           | Sami Zayn              | 6 de abril de 2024       | WrestleMania XL                                | Filadelfia, Pensilvania            | 4            | 119          | 118               | [ 195 ] |
| 185                                                           | Bron Breakker          | 3 de agosto de 2024      | SummerSlam                                     | Cleveland, Ohio                    | 1            | 51           | 51                | [ 196 ] |
| 186                                                           | Jey Uso                | 23 de septiembre de 2024 | Raw                                            | Ontario, California                | 1            | 28           | 27                | [ 197 ] |
| 187                                                           | Bron Breakker          | 21 de octubre de 2024    | Raw                                            | Filadelfia, Pensilvania            | 2            | 181          | 180               | [ 198 ] |
| 188                                                           | Dominik Mysterio       | 20 de abril de 2025      | WrestleMania 41                                | Las Vegas, Nevada                  | 1            | 122+         | 122+              | Derrotó a Bron Breakker, Finn Bálor y Penta. |

### Total de días con el título

Gunther ostenta el reinado más largo en la historia del campeonato y el record de días acumulativos, con 666 días.

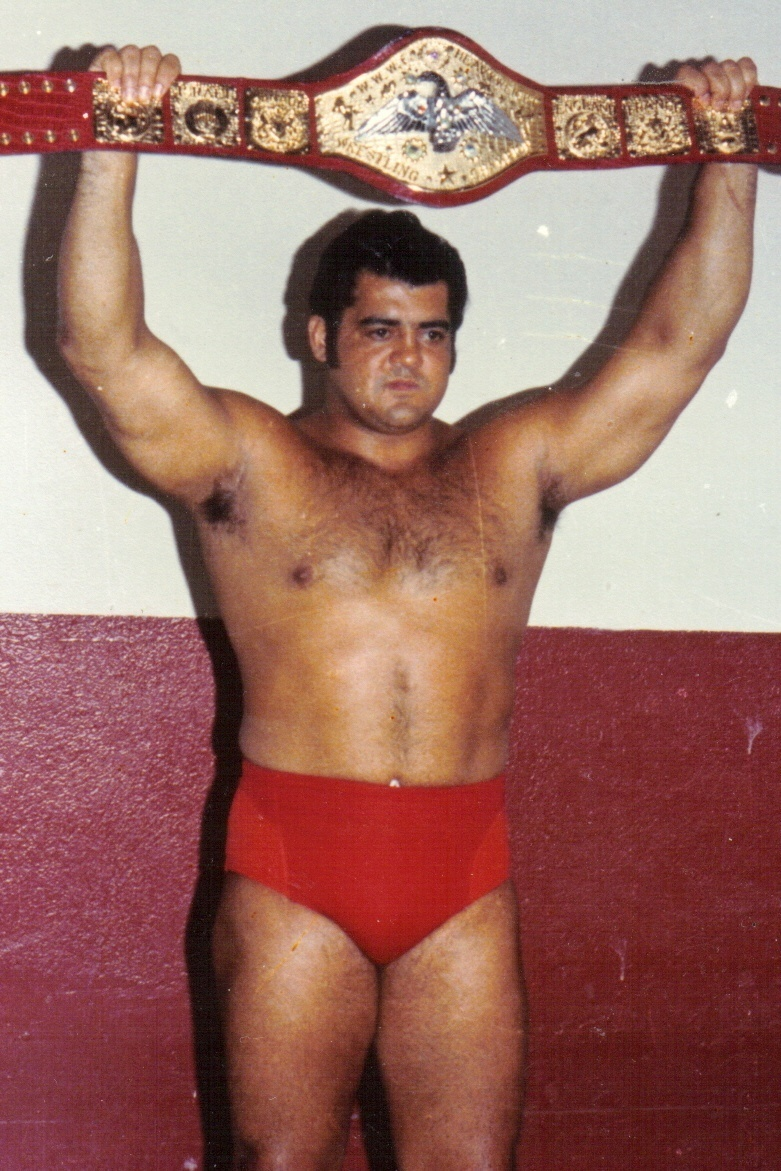
Pedro Morales posee el segundo reinado acumulativo más largo con 619 días en total.

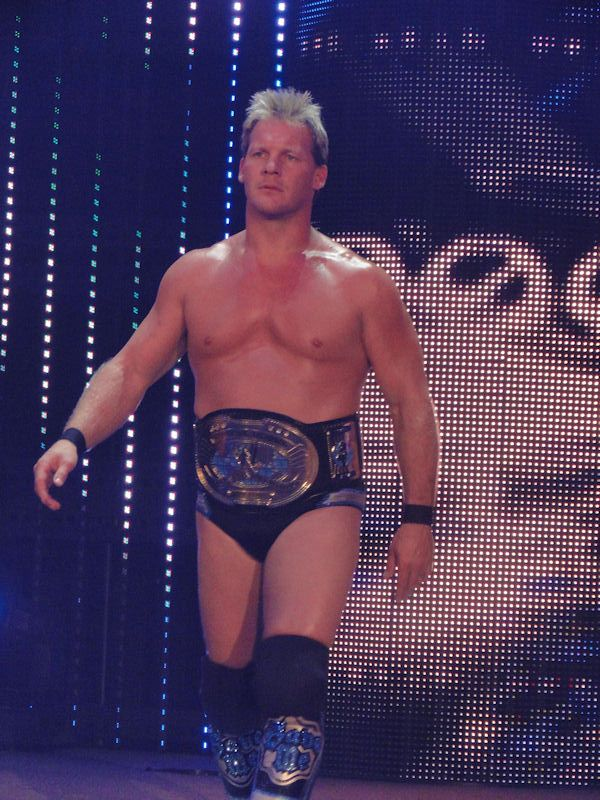
Chris Jericho ostenta el número mayor de reinados con 9.

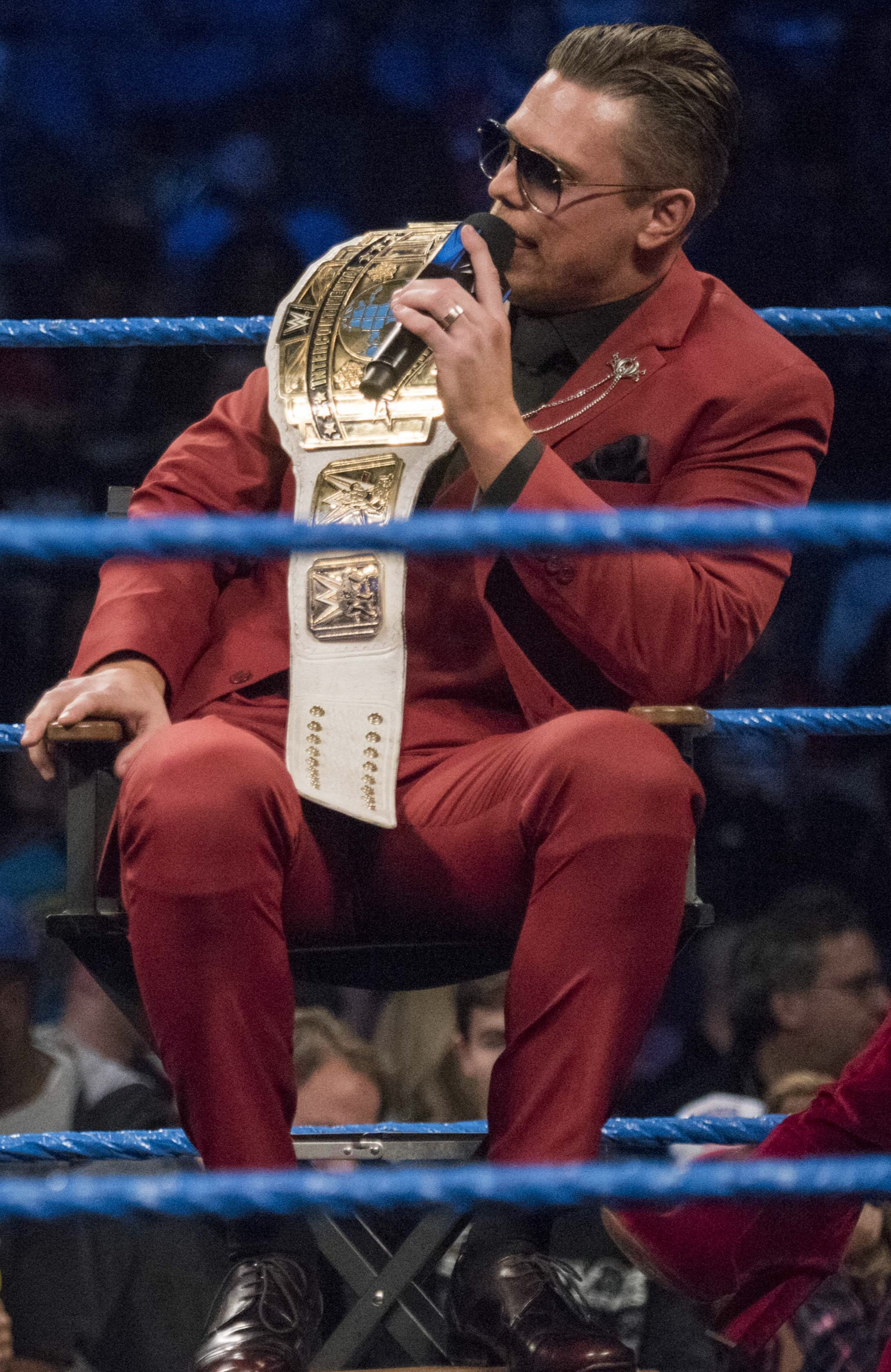
The Miz tiene el segundo mayor número de reinados con 8.

La siguiente lista muestra el total de días que un luchador ha poseído el campeonato si se suman todos los reinados que posee. Actualizado a la fecha del 20 de agosto de 2025.
| + | Indica al campeón actual. |

| N.º | Luchador               | Reinados | Días combinados | Reconocidos por WWE |
| --- | ---------------------- | -------- | --------------- | ------------------- |
| 1   | Gunther                | 1        | 666             | 666                 |
| 2   | Pedro Morales          | 2        | 619             | 617                 |
| 3   | The Miz                | 8        | 597             | 592                 |
| 4   | Don Muraco             | 2        | 541             | 539                 |
| 5   | The Honky Tonk Man     | 1        | 454             | 453                 |
| 6   | Tito Santana           | 2        | 443             | 441                 |
| 7   | Razor Ramon            | 4        | 437             | 434                 |
| 8   | The Ultimate Warrior   | 2        | 434             | 432                 |
| 9   | Randy Savage           | 1        | 414             | 413                 |
| 10  | Mr. Perfect            | 2        | 406             | 404                 |
| 10  | Shawn Michaels         | 3        | 406             | 403                 |
| 12  | Wade Barrett           | 5        | 397             | 390                 |
| 13  | Shinsuke Nakamura      | 2        | 383             | 390                 |
| 14  | Dolph Ziggler          | 6        | 372             | 363                 |
| 15  | Jeff Hardy             | 5        | 366             | 359                 |
| 16  | Shelton Benjamin       | 3        | 354             | 352                 |
| 17  | The Rock               | 2        | 339             | 337                 |
| 18  | Chris Jericho          | 9        | 318             | 311                 |
| 19  | Jeff Jarrett           | 6        | 298             | 284                 |
| 20  | Sami Zayn              | 4        | 291             | 285                 |
| 21  | Bret Hart              | 2        | 290             | 288                 |
| 22  | Greg Valentine         | 1        | 285             | 284                 |
| 23  | Big E                  | 2        | 277             | 272                 |
| 24  | Kofi Kingston          | 4        | 266             | 272                 |
| 25  | Cody Rhodes            | 2        | 257             | 254                 |
| 26  | Dean Ambrose           | 3        | 245             | 242                 |
| 27  | Pat Patterson          | 1        | 233             | 232                 |
| 28  | Bron Breakker          | 2        | 232             | 231                 |
| 29  | Ken Patera             | 1        | 231             | 230                 |
| 30  | Rob Van Dam            | 6        | 211             | 224                 |
| 31  | Randy Orton            | 1        | 210             | 209                 |
| 32  | John Morrison          | 3        | 209             | 203                 |
| 33  | Triple H               | 5        | 196             | 196                 |
| 34  | Christian              | 4        | 192             | 188                 |
| 35  | Seth Rollins           | 2        | 190             | 190                 |
| 36  | Edge                   | 5        | 171             | 166                 |
| 37  | Goldust                | 3        | 168             | 158                 |
| 38  | Santino Marella        | 2        | 162             | 160                 |
| 39  | Drew McIntyre          | 1        | 161             | 160                 |
| 40  | Ric Flair              | 1        | 155             | 155                 |
| 40  | Curtis Axel            | 1        | 155             | 153                 |
| 42  | Rick Rude              | 1        | 148             | 147                 |
| 43  | Chris Benoit           | 4        | 142             | 159                 |
| 44  | Diesel                 | 1        | 138             | 137                 |
| 45  | Kevin Owens            | 2        | 132             | 131                 |
| 45  | Owen Hart              | 2        | 132             | 130                 |
| 47  | Rey Mysterio           | 2        | 128             | 129                 |
| 48  | William Regal          | 2        | 126             | 124                 |
| 49  | Ken Shamrock           | 1        | 125             | 124                 |
| 50  | Apollo Crews           | 1        | 124             | 123                 |
| 51  | Dominik Mysterio       | 1        | 122+            | 122+                |
| 52  | Finn Bálor             | 2        | 120             | 118                 |
| 53  | Umaga                  | 2        | 118             | 119                 |
| 54  | Eddie Guerrero         | 2        | 114             | 116                 |
| 55  | Ryback                 | 1        | 112             | 111                 |
| 56  | Ricochet               | 1        | 98              | 98                  |
| 57  | Carlito                | 1        | 90              | 90                  |
| 58  | Texas Tornado          | 1        | 84              | 83                  |
| 59  | Val Venis              | 2        | 83              | 79                  |
| 60  | Roddy Piper            | 1        | 77              | 76                  |
| 61  | AJ Styles              | 1        | 74              | 71                  |
| 62  | Ricky Steamboat        | 1        | 65              | 91                  |
| 62  | Steve Austin           | 2        | 65              | 64                  |
| 64  | Chyna                  | 2        | 64              | 62                  |
| 65  | Roman Reigns           | 1        | 63              | 62                  |
| 66  | Bobby Lashley          | 2        | 61              | 60                  |
| 67  | The British Bulldog    | 1        | 59              | 58                  |
| 68  | Kane                   | 2        | 57              | 58                  |
| 69  | Ezekiel Jackson        | 1        | 51              | 53                  |
| 70  | Ahmed Johnson          | 1        | 50              | 57                  |
| 71  | CM Punk                | 1        | 49              | 48                  |
| 72  | Daniel Bryan           | 1        | 43              | 43                  |
| 72  | The Godfather          | 1        | 43              | 42                  |
| 74  | Braun Strowman         | 1        | 37              | 36                  |
| 75  | Kurt Angle             | 1        | 35              | 34                  |
| 76  | Booker T               | 1        | 34              | 33                  |
| 77  | Jey Uso                | 1        | 28              | 27                  |
| 77  | Marc Mero              | 1        | 28              | 27                  |
| 77  | The Big Show           | 1        | 28              | 27                  |
| 80  | Albert                 | 1        | 27              | 24                  |
| 80  | Lance Storm            | 1        | 27              | 26                  |
| 80  | John Bradshaw Layfield | 1        | 27              | 26                  |
| 80  | Luke Harper            | 1        | 27              | 26                  |
| 84  | D'Lo Brown             | 1        | 26              | 27                  |
| 85  | Marty Jannetty         | 1        | 20              | 20                  |
| 86  | Billy Gunn             | 1        | 19              | 17                  |
| 87  | Road Dogg              | 1        | 14              | 13                  |
| 87  | Rikishi                | 1        | 14              | 13                  |
| 89  | Test                   | 1        | 13              | 12                  |
| 90  | The Mountie            | 1        | 2               | 1                   |
| 91  | Zack Ryder             | 1        | 1               | 1                   |
| 92  | Dean Douglas           | 1        | 0               | 0                   |

### Mayor cantidad de reinados
| Reinados | Luchador (es) |
| -------- | --- |
| 9 veces  | Chris Jericho |
| 8 veces  | The Miz |
| 6 veces  | Jeff Jarrett, Rob Van Dam, Dolph Ziggler |
| 5 veces  | Triple H, Edge, Bad News Barrett, Jeff Hardy |
| 4 veces  | Razor Ramon, Chris Benoit, Christian, Kofi Kingston, Sami Zayn |
| 3 veces  | Shawn Michaels, Goldust, Shelton Benjamin, John Morrison, Dean Ambrose |
| 2 veces  | Pedro Morales, Don Muraco, Tito Santana, The Ultimate Warrior, Mr. Perfect, Bret Hart, Owen Hart, Stone Cold, The Rock, Val Venis, Chyna, Eddie Guerrero, Kane, Umaga, Santino Marella, William Regal, Rey Mysterio, Cody Rhodes, Kevin Owens, Seth Rollins, Bobby Lashley, Finn Bálor, Big E Langston/Big E, Shinsuke Nakamura/King Nakamura, Bron Breakker |